# Hyatt (Excel Saga)
Hyatt es un personaje ficticio del manga y serie de anime Excel Saga. 
A diferencia de Excel, Hyatt presenta una condición más inestable y paciente. Su rasgo más notable es su tendencia a morir y revivir en períodos cortos de tiempo, causando el pánico de médicos. 
Posee un grave caso de catalepsia, no se explica el porqué su enfermedad y su habilidad de revivir tanto en el anime como en el manga. Debe señalarse que en el manga Hyatt toma a menudo grandes dosis de drogas, mientras que en el anime (aunque sus drogas se muestran por lo menos una vez) Hyatt proviene de otro planeta (en concreto, de Marte). Ella es notoriamente la agente favorita de Ilpalazzo, que también tiene un poco de interés romántico en ella, aunque esto podría ser más en la imaginación de Excel que en la realidad. 

## Versión Anime
Según el anime Hyatt es una princesa del Planeta Marte, llegó a la Tierra en una nave espacial y metida en una cápsula con forma de ataúd junto con unos extraños y adorables seres llamados Puchū que por razones desconocidas querían conquistar la tierra. Excel empieza a atacar la nave (inintencionalmente)y todos empiezan a evacuar, la nave desiende donde la cápsula donde estaba Hyatt cae en la organización secreta de Ilpalazzo y a partir de ahí se hace seguidora de él.
Su frecuenta síntoma es toser y botar sangre, esta sangre es extremadamente tóxica.

## Versión Manga
A diferencia del anime, Hyatt no proviene del planeta Marte y no llegó de casualidad a Across. Presentó un curriculum a Ilpalazzo y fue aceptada aun viendo que se desangraba y desmayaba. Se le ve constantemente consumiendo drogas para detener su enfermedad, pero cada vez que se desmaya prácticamente está muerta, por lo que Excel siempre tiene que salvarla de algún apuro.
Vive junto con Excel en un departamento, y al conocer a Watanabe, un muchacho que se siente atraído a ella, le dio un falso nombre: Ayasugi.